# Izosporoza
Izosporoza (także cystoizosporoza, łac. isosporosis) – choroba pasożytnicza układu pokarmowego, której czynnikiem etiologicznym jest pierwotniak Isospora belli. Jest ona jedną z najczęstszych przyczyn przewlekłej biegunki u osób chorych na AIDS.

## Epidemiologia
Choroba występuje endemicznie w obszarach o gorącym klimacie, lecz spotyka się ją na całym świecie. Izosporoza jest rzadko spotykana u pacjentów z AIDS mieszkających w Stanach Zjednoczonych i Europie, ale występuje często u chorych w Afryce subsaharyjskiej. Często występują zarażenia rodzinne.

## Etiopatogeneza
Chorobę wywołuje należący do gromady kokcydiów kosmopolityczny pierwotniak Isospora (inaczej Cystoisospora) belli. Występuje on jedynie u ludzi; zaliczany jest do patogenów oportunistycznych. Do zarażenia dochodzi po spożyciu oocyst, które są wydalane przez chorych razem z kałem. Następnie dochodzi do uwolnienia sporozoitów z oocyst. W nabłonku jelitowym dochodzi do ich dalszego rozwoju, który prowadzi do powstania schizontów. Choroba najczęściej rozwija się u chorych z upośledzoną odpornością, ale może ona występować także u osób immunokompetentnych.

## Objawy i przebieg
U pacjentów z prawidłową odpornością izosporoza rozwija się stopniowo i objawia się najczęściej wodnistą biegunką (niezawierającą krwi, niekiedy tłuszczową), ogólnym osłabieniem, brakiem łaknienia, rozlanymi bólami brzucha i gorączką. W badaniach laboratoryjnych można stwierdzić eozynofilię. W przypadku wystąpienia infestacji u osoby z niedoborem odporności (najczęściej chorej na AIDS) lub dziecka izosporoza przebiega znacznie ciężej, a nawet piorunująco. Wtedy biegunka oraz bóle brzucha są bardziej nasilone, może wystąpić znaczna utrata masy ciała (nawet o kilkadziesiąt kilogramów), nudności i wymioty, odwodnienie oraz zespół złego wchłaniania. Choroba nieleczona może trwać nawet kilka lat.

## Rozpoznanie

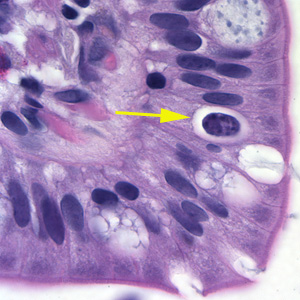
Oocysta Isospora belli widoczna w komórce nabłonkowej, barwienie hematoksyliną i eozyną.

Podstawową metodą rozpoznawania choroby jest wykrycie oocyst w kale lub bioptacie dwunastnicy, choć pierwsze badanie często daje fałszywie ujemne wyniki, natomiast drugie jest czulsze, ale nie zawsze dostępne. Wydalanie oocyst z kałem występuje okresowo i dlatego jego badanie musi być powtarzane. Próbki barwione są z użyciem auraminy lub metodą Ziehla-Nielsena, a następnie oglądane w UV. Opracowano metodę wykrywania DNA Isospora belli w kale, lecz brakuje badań potwierdzających jej skuteczność.

## Leczenie
Lekami stosowanymi w leczeniu izosporozy są pirymetamina lub trymetoprym z sulfonamidami (np. sulfametoksazolem; stosowane przez 7–10 dni szybko prowadzą do poprawy) lub kotrimoksazol. U pacjentów z AIDS często występują nawroty biegunki, aby im zapobiec, zaleca się stosowanie połączenia pirymetaminy i sulfadoksyny lub trymetoprymu z sulfametoksazolem.